# Буи (округ)
О́круг Бу́и (англ. Bowie county) — округ штата Техас Соединённых Штатов Америки. На 2000 год в нём проживало 89 306 человек. По оценке бюро переписи населения США в 2008 году население округа составляло 92 283 человек. Окружным центром является город Бостон.

## История
Округ Буи был сформирован в 1840 году из части округа Ред-Ривер. Он был назван в честь Джеймса Боуи (Бу́и), героя Техасской революции.